# Tower Hamlets
Pronunciação
Tower Hamlets é um borough da Região de Londres, na Inglaterra, 
cuja população chegou a 308.000 em 2017.